# William Porter (ur. 1973)
William Porter (ur. 15 kwietnia 1973) – amerykański lekkoatleta, płotkarz.
Dwukrotny medalista mistrzostw świata juniorów (Seul 1992) – brąz na 400 metrów przez płotki oraz złoto w sztafecie 4 × 400 metrów.

## Rekordy życiowe
- Bieg na 400 metrów przez płotki – 48,65 (1999)